# Stenochironomus gotoabeus
Stenochironomus gotoabeus är en tvåvingeart som beskrevs av Sasa och Suzuki 2000. Stenochironomus gotoabeus ingår i släktet Stenochironomus och familjen fjädermyggor. Inga underarter finns listade i Catalogue of Life.